# Michaella Krajicek
Michaella Krajicek (Delft, Países Bajos; 9 de enero de 1989) es una extenista neerlandesa. Es la hermana pequeña del también tenista Richard Krajicek.
Ha ganado varios títulos tanto en individuales como en dobles, dentro del circuito de la WTA.

## Títulos (7; 3+4)

### Individuales (3)
| Leyenda: Antes de 2009 | Leyenda: A partir de 2009 |
| ---------------------- | ------------------------- |
| Grand Slam (0)         |                           |
| WTA Championships (0)  |                           |
| Tier I (0)             | Premier Mandatory (0)     |
| Tier II (0)            | Premier 5 (0)             |
| Tier III (1)           | Premier (0)               |
| Tier IV & V (2)        | International (0)         |

| N.º | Fecha                 | Torneo           | Superficie | Oponente en la final | Resultado     |
| --- | --------------------- | ---------------- | ---------- | -------------------- | ------------- |
| 1.  | 15 de octubre de 2005 | Taskent          | Dura       | Akgul Amanmuradova   | 6-0, 4-6, 6-3 |
| 2.  | 18 de enero de 2006   | Hobart           | Dura       | Iveta Benešová       | 6-2, 6-1      |
| 3.  | 30 de junio de 2006   | 's-Hertogenbosch | Hierba     | Dinara Sáfina        | 6-3, 6-4      |

### Clasificación en torneos del Grand Slam

#### Individual
| Torneo                 | 2005 | 2006 | 2007 | 2008 | 2009 | 2010 | 2011 | 2012 | 2013 | 2014 | 2015 | 2016 | G-P | Títulos |
| ---------------------- | ---- | ---- | ---- | ---- | ---- | ---- | ---- | ---- | ---- | ---- | ---- | ---- | --- | ------- |
| Australian Open        | 2R   | 3R   | 1R   | 1R   | -    | -    | -    | 2R   | -    | -    | -    | -    | 4–5 | 0       |
| Roland Garros          | 1R   | 1R   | 3R   | 1R   | -    | -    | -    | 1R   | -    | -    | -    | -    | 2–5 | 0       |
| Wimbledon              | -    | 1R   | CF   | 1R   | -    | -    | -    | -    | 1R   | -    | -    | -    | 4–4 | 0       |
| US Open                | -    | 1R   | 2R   | -    | -    | -    | 2R   | 1R   | -    | -    | -    | -    | 2–4 | 0       |
| WTA Tour Championships | -    | -    | -    | -    | -    | -    | -    | -    | -    | -    | -    | -    | 0-0 | 0       |

#### Dobles
| Torneo                 | 2005 | 2006 | 2007 | 2008 | 2009 | 2010 | 2011 | 2012 | 2013 | 2014 | 2015 | 2016 | G-P  | Títulos |
| ---------------------- | ---- | ---- | ---- | ---- | ---- | ---- | ---- | ---- | ---- | ---- | ---- | ---- | ---- | ------- |
| Australian Open        | -    | 3R   | 2R   | 1R   | -    | 1R   | 2R   | 1R   | -    | 3R   | SF   | -    | 10–8 | 0       |
| Roland Garros          | -    | 1R   | 3R   | 1R   | -    | 2R   | 3R   | -    | -    | SF   | CF   | 2R   | 13–8 | 0       |
| Wimbledon              | -    | 2R   | 3R   | 1R   | -    | 1R   | 1R   | -    | -    | 2R   | 3R   | 3R   | 8-8  | 0       |
| US Open                | -    | 2R   | 2R   | -    | -    | 1R   | 1R   | 1R   | -    | 3R   | 3R   | 2R   | 7–8  | 0       |
| WTA Tour Championships | -    | -    | -    | -    | -    | -    | -    | -    | -    | -    | -    | -    | 0-0  | 0       |

### Dobles (4)
| Leyenda: Antes de 2009     | Leyenda: A partir de 2009 |
| -------------------------- | ------------------------- |
| Grand Slam (0)             |                           |
| WTA Tour Championships (0) |                           |
| Tier I (0)                 | Premier Mandatory (0)     |
| Tier II (0)                | Premier 5 (0)             |
| Tier III (1)               | Premier (0)               |
| Tier IV & V (2)            | International (2)         |

| N.º | Fecha                 | Torneo           | Superficie    | Pareja            | Oponentes en la final                     | Resultado        |
| --- | --------------------- | ---------------- | ------------- | ----------------- | ----------------------------------------- | ---------------- |
| 1.  | 29 de julio de 2006   | Palermo          | Tierra batida | Janette Husárová  | Alice Canepa Giulia Gabba                 | 6-0, 6-0         |
| 2.  | 5 de agosto de 2006   | Budapest         | Tierra batida | Janette Husárová  | Lucie Hradecka Renata Voracova            | 4-6, 6-4, 6-4    |
| 3.  | 20 de junio de 2008   | 's-Hertogenbosch | Hierba        | Marina Erakovic   | Liga Dekmeijere Angelique Kerber          | 6-3, 6-2         |
| 4.  | 20 de febrero de 2010 | Memphis          | Dura          | Vania King        | Bethanie Mattek-Sands Meghann Shaughnessy | 7-5, 6-2         |
| 5.  | 24 de mayo de 2014    | Núremberg        | Tierra batida | Karolína Plíšková | Ioana Raluca Olaru Shahar Peer            | 6-0, 4-6, [10-6] |

### Finalista en dobles (11)
| N.º | Fecha                 | Torneos          | Superficie    | Pareja              | Oponentes                             | Resultado           |
| --- | --------------------- | ---------------- | ------------- | ------------------- | ------------------------------------- | ------------------- |
| 1.  | 30 de abril de 2005   | Estoril          | Tierra batida | Henrieta Nagyová    | Ting Li Tiantian Sun                  | 3-6, 1-6            |
| 2.  | 30 de octubre de 2005 | Hasselt          | Dura (i)      | Ágnes Szávay        | Emilie Loit Katarina Srebotnik        | 3-6, 4-6            |
| 3.  | 19 de febrero de 2006 | Amberes          | Dura (i)      | Stéphanie Foretz    | Dinara Sáfina Katarina Srebotnik      | 1-6, 1-6            |
| 4.  | 3 de mayo de 2008     | Praga            | Tierra batida | Jill Craybas        | Andrea Hlavackova Lucie Hradecka      | 6-1, 3-6, [6-10]    |
| 5.  | 22 de febrero de 2009 | Memphis          | Dura (i)      | Yuliana Fedak       | Victoria Azarenka Caroline Wozniacki  | 1-6, 6-7(2)         |
| 6.  | 19 de junio de 2009   | 's-Hertogenbosch | Hierba        | Yanina Wickmayer    | Sara Errani Flavia Pennetta           | 4-6, 7-5, [11-13]   |
| 7.  | 18 de abril de 2010   | Charleston       | Tierra batida | Vania King          | Liezel Huber Nadia Petrova            | 3-6, 4-6            |
| 8.  | 30 de abril de 2011   | Estoril          | Tierra batida | Eleni Daniilidou    | Alisa Kleybanova Galina Voskoboeva    | 4-6, 2-6            |
| 9.  | 5 de mayo de 2012     | Budapest         | Tierra batida | Eva Birnerová       | Janette Husárová Magdaléna Rybáriková | 4-6, 2-6            |
| 10. | 4 de enero de 2014    | Auckland         | Dura          | Lucie Hradecká      | Sharon Fichman María Sánchez          | 6-2, 0-6, [4-10]    |
| 11. | 20 de junio de 2014   | 's-Hertogenbosch | Hierba        | Kristina Mladenovic | Marina Erakovic Arantxa Parra         | 6-0, 6-7(5), [8-10] |

## Títulos WTA 125s (1; 0+1 )

### Dobles

#### Títulos (1)
| N.º | Fecha                | Torneo | Superficie | Pareja      | Oponentes en la final | Resultado |
| --- | -------------------- | ------ | ---------- | ----------- | --------------------- | --------- |
| 1.  | 10 de agosto de 2013 | Suzhou | Dura       | Tímea Babos | Han Xinyun Eri Hozumi | 6–2, 6–2  |